# Kulczyk syryjski
Kulczyk syryjski (Serinus syriacus) – gatunek małego, wędrownego ptaka z rodziny łuszczakowatych (Fringillidae), podrodziny łuskaczy (Carduelinae). Występuje na Bliskim Wschodzie. Narażony na wyginięcie.

## Taksonomia
Po raz pierwszy gatunek opisał Karol Lucjan Bonaparte w 1850. Przydzielił mu nazwę Serinus syriacus. Holotyp pochodził z Baszarri w Libanie. Obecnie (2015) Międzynarodowy Komitet Ornitologiczny (IOC) utrzymuje nazwę i uznaje gatunek za monotypowy.

## Morfologia
Długość ciała 12–14 cm, masa ciała – 10–14 g. Skrzydło mierzy 70–77 mm. Występuje dymorfizm płciowy. U samca czoło i przód wierzchu głowy porastają pióra barwy złotej, miejscami także pomarańczowe. Obszar obejmujący pozostałą część wierzchu głowy, pokrywy uszne, niższą część policzka i środek karku jasny, szaropłowy; można dostrzec bardzo niewyraźne ciemne pasy i żółtawy nalot. Boki szyi żółte. Grzbiet i barkówki są tego samego koloru, co wierzch głowy. Kuper jaskrawożółty, podobnie jak i pokrywy nadogonowe, na których jednak widać brązowe pasy. Kantarek i broda są jaśniejsze, na końcach piór widać białe lub jasnopłowe zakończenia. Brzuch i pokrywy podogonowe żółte. Sterówki krótkie, widać wcięcie w ogonie. Środek pióra czarnobrązowy; na zewnętrznych krawędziach chorągiewek zewnętrznych widać żółte obrzeżenia, jaśniejące ku końcowi. Pokrywy skrzydłowe mniejsze i średnie żółte do zielonożółtych, natomiast pokrywy skrzydłowe większe także żółte z czarniawymi chorągiewkami wewnętrznymi. Skrzydełko i pokrywy lotek I rzędu czarne; te drugie posiadają żółte krawędzie. Lotki czarniawe lub czarnobrązowe, posiadają żółte krawędzie, szersze na lotkach II rzędu, na których można dostrzec również białe lub jasnopłowe zakończenia. Dziób czarniawy, nogi i stopy jasnobrązowe. U samicy ogół upierzenia ma mniej żywe kolory. Szarawy wierzch głowy i kark pokrywają ciemniejsze pasy, podobne jak i matowy, płowoszary wierzch ciała.

## Zasięg występowania
Gatunek wędrowny. Obszary lęgowe leżą w Libanie, południowej Syrii, północnym Izraelu, i przyległych terenach Jordanii. Zimuje na obszarach na południe od lęgowisk, ciągnących się po północno-wschodni Egipt (półwysep Synaj) i południową Jordanię.

## Ekologia
Kulczyk syryjski żyje na otwartych, zakrzewionych stokach lub w świetlistych górskich lasach na wysokości 900–1800 m n.p.m. Preferuje jałowce i cedry, w jego zasięgu występują również sosny i jodły. Podczas zimy mniej interesuje się drzewami i występuje również w niższych partiach ciernistych akacji, na półpustyniach i pustyniach. Poza sezonem lęgowym przebywa w grupach. Żywi się nasionami traw i ziół, w tym mozgi kanaryjskiej (Phalaris canariensis).

### Lęgi
Budowa gniazda rozpoczyna się w kwietniu i w maju, składanie jaj przypada na maj lub czerwiec. Zniesienie liczy cztery jaja o niebieskiej, połyskliwej skorupce. Samica wysiaduje je sama przez 12–14 dni. Młode są w pełni opierzone po 14–16 dniach od wyklucia. Przy sprzyjających warunkach para wyprowadza do 3 lęgów w roku.

## Status i zagrożenia
IUCN od 2004 roku uznaje gatunek za narażony na wyginięcie (VU, Vulnerable). Liczebność populacji, według szacunków, mieści się w przedziale 2500–9999 dorosłych osobników. Trend liczebności populacji uznawany jest za spadkowy. Przyczyną jest utrata środowiska wskutek wycinki drzew, intensywnego wypasu bydła i zużywania zasobów wodnych. W latach 1998–1999 zamieszkiwane przez kulczyka syryjskiego obszary nawiedziły poważne susze.